# Schönberg-Ost
Schönberg-Ost ist ein Quartier der Stadt Bern. Es gehört zu den 2011 bernweit festgelegten 114 gebräuchlichen Quartieren und liegt im Stadtteil IV Kirchenfeld-Schosshalde, dort im statistischen Bezirk Schosshalde. Es grenzt an die Quartiere Schönberg/Bitzius, Beundenfeld/Baumgarten, und Wyssloch. Jenseits der Autobahn A12 liegt das Quartier Schosshaldenwald/Friedhof.
Im Jahr 2022 lebten im Quartier 1153 Personen, davon 984 Schweizer und 169 Ausländer.
Den Namen Schönberg trug ein Landgut an der Laubeggstrasse 40, dessen Name den Hügel des «Hochgerichts untenaus» bezeichnet. Bis 1817 stand hier der Galgen auf dem höchsten Punkt des Hügels im Schönberg-Gut. Bei Grabungen vor dem Neubau in Schönberg-Ost konnte dieser Ort dort gefunden werden. 1943 kam Schönberg an die Einwohnergemeinde Bern. Der Schönberg hiess im 19. Jahrhundert auch Lerberhübeli.
Schönberg-Ost ist ein 2011 begonnenes Neubaugebiet mit einzeln stehenden, nahezu quadratischen Mehrfamilienhäusern mit gehobenem Standard. Das Quartier ist allerdings auch für Baumängel bekannt geworden.
Die städtische Buslinie 12 verbindet mit dem Zentrum.